# Leederville
Leederville är en stadsdel i Perth i Australien. Den ligger i kommunen Vincent och delstaten Western Australia, nära centrala Perth. Antalet invånare är 2 741.